# Torture Killer
A Torture Killer finn death metal zenekar. 

## Története
2002-ben alakultak Turku városában. A Torture Killer eredetileg Six Feet Under-dalok feldolgozásával kezdte karrierjét (ráadásul annak a zenekarnak az énekese, Chris Barnes, személyesen szerepelt a Torture Killer-ben). Nevük is a Six Feet Under-höz kapcsolódik, hiszen az egyik dalukról kapta ez a zenekar a nevét. Pályafutásuk alatt felhagytak a feldolgozásokkal, és saját dalokat kezdtek el írni. Barnes 2005-ben lépett be ebbe a zenekarba, és 2008-ban hagyta el. A zenekar koncertjein viszont nem ő volt az énekes. A 2013-as "Phobia" című lemezükön hallható "Written in Blood" című daluk szövegét is Barnes szerezte, és énekelt is benne.

## Tagok
- Tuomo Latvala – dob (2002–)
- Jari Laine – gitár (2002–)
- Tuomas Karppinen – basszusgitár (2002–2004), gitár (2004–)
- Kim Torniainen – basszusgitár (2004–)
- Pessi "Nekrosis" Haltsonen – ének (2011–)

### Korábbi tagok
- Matti Liuke – ének (2002–2004)
- Taneli Hatakka – gitár (2002–2004)
- Chris Barnes – ének (2005–2008, 2013)[1]
- Juri Sallinen – ének (2008–2011)

## Diszkográfia
- For Maggots to Devour (2003)
- Swarm! (2006)
- Sewers (2009)
- Phobia (2013)